# Kenneth Dover

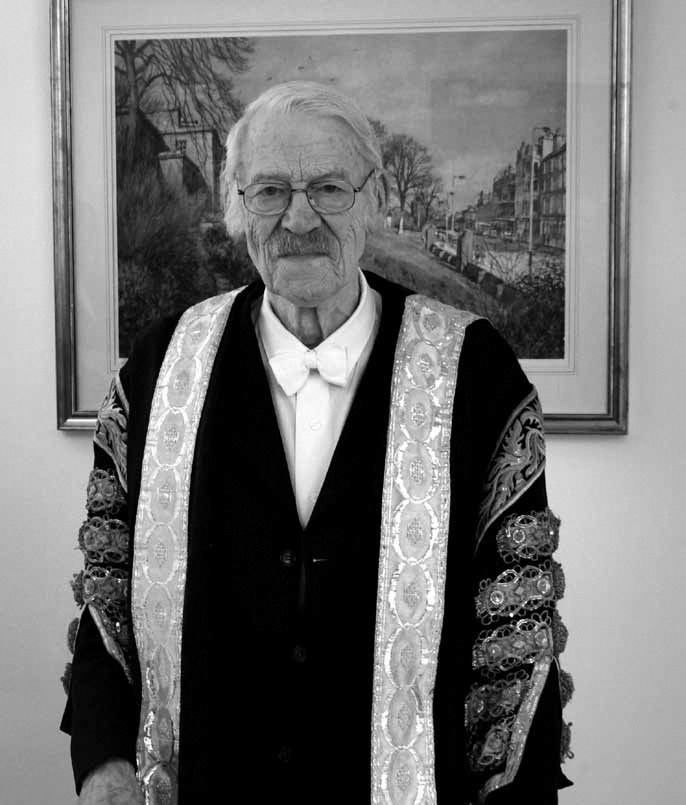
Kenneth Dover

Sir Kenneth James Dover FRSE FBA (* 11. März 1920 in London; † 7. März 2010 in St Andrews) war ein britischer Gräzist.

## Leben
Kenneth Dover besuchte die St Paul’s School und ging danach an das Balliol College in Oxford. Während des Zweiten Weltkrieges diente er in der britischen Artillerie. Nach dem Krieg ging er nach Oxford zurück und erlangte einen zweiten Abschluss. Er wurde 1955 Professor für Altgriechische Philologie an der University of St Andrews in Schottland. 1975 wurde Dover in die Royal Society of Edinburgh gewählt, 1977 wegen seiner Leistungen als Hochschullehrer zum Ritter geschlagen. Er hatte von 1978 bis 1981 den Vorsitz der British Academy, deren Mitglied er seit 1966 war. 1979 wurde er in die American Academy of Arts and Sciences und als auswärtiges Mitglied in die Königlich Niederländische Akademie der Wissenschaften aufgenommen. 1990 wurde er zum ordentlichen Mitglied der Academia Europaea gewählt.
Er verließ Schottland 1976, um Präsident des Corpus Christi College in Oxford zu werden. Nachfolger auf seinem Lehrstuhl war Ian G. Kidd. Von 1981 bis zu seiner Pensionierung im Dezember 2005 war Dover Kanzler der Universität von St Andrews. Kenneth Dover starb am 7. März 2010 kurz vor Vollendung seines 90. Lebensjahres.
Dover war seit 1947 mit Audrey Latimer (* 1920; † Dezember 2009) verheiratet. Das Paar hatte einen Sohn und eine Tochter.
Dover erhielt die Ehrendoktorwürde der Universitäten Oxford, St Andrews, Birmingham, Bristol, London, Durham, Liverpool und Oglethorpe.

## Schriften (Auswahl)
- Greek Word Order. Cambridge University Press, Cambridge 1960, zweite Auflage 1968.
- Aristophanes, Clouds. Edited with introduction and commentary. Clarendon Press, Oxford 1968.
- Lysias and the corpus Lysiacum (= Sather Classical Lectures. Band 39). University of California Press, Berkeley 1968.
- Theocritus, Select poems. Edited with introduction and commentary. MacMillan, Basingstoke u. a. 1971.
- Aristophanic Comedy. University of California Press, Berkeley 1972.
- Thucydides (= Greece and Rome. New surveys in the classics. Band 7). Clarendon Press, Oxford 1973.
- Greek popular morality in the time of Plato and Aristotle. Blackwell, Oxford 1974.
- Greek Homosexuality. Duckworth, London 1978.
  - Deutsche Übersetzung: Homosexualität in der griechischen Antike. C. H. Beck, München 1983.
- Plato, Symposium. Cambridge University Press, Cambridge 1980.
- The Greeks. British Broadcasting Corporation, London 1980.
- als Herausgeber: Ancient Greek Literature. Oxford University Press, Oxford 1980.
- Greek and the Greeks. Collected Papers. Zwei Bände, Blackwell, Oxford 1987–1988.
- Aristophanes, Frogs. Edited with introduction and commentary. Clarendon Press, Oxford 1993.
- Marginal Comment: A Memoir. Duckworth, London 1994. (Autobiographie)
- The Evolution of Greek Prose Style. Clarendon Press, Oxford 1997.